# Labicymbium breve
Labicymbium breve là một loài nhện trong họ Linyphiidae. Loài này được phát hiện ở Colombia.